# Hydrocyphon manfredi
Hydrocyphon manfredi es una especie de coleóptero de la familia Scirtidae.

## Distribución geográfica
Habita en Indonesia.